# In Conspiracy with Satan: A Tribute to Bathory
In Conspiracy with Satan: A Tribute to Bathory è un disco tributo al leggendario gruppo black/viking metal Bathory, realizzato da diversi gruppi black/heavy metal, i quali hanno reinterpretato alcuni dei brani più importanti della band guidata dal polistrumentista Quorthon.

## Tracce
1. In Conspiracy with Satan  - Marduk – 2:18
2. Sacrifice  - Ophthalamia – 2:53
3. Reaper - Gehenna  – 2:59
4. Equimanthorn - Dark Funeral  – 3:22
5. A Fine Day to Die  - Emperor – 8:26
6. Armageddon  - The Abyss – 2:35
7. Massacre  - Lord Belial – 2:23
8. Woman of Dark Desires  - Marduk – 4:30
9. Die in Fire  - Nifelheim – 3:27
10. 13 Candles  - Sacramentum – 4:51
11. Call from the Grave - Dark Funeral  – 4:35
12. Enter the Eternal Fire   - Necrophobic – 6:35
13. Raise the Dead  - Unanimated – 3:08
14. Born for Burning  - Satyricon – 5:18
15. War - War – 2:07